# The Exploited
The Exploited är ett punkband som grundades 1979 i Skottland.

## Historia
Bandet startade som ett Oi!/punkrock-band innan de började spela den snabbare streetpunken och kängpunken. Och från ca 1987, då albumet Death Before Dishonour släpptes, spelade bandet en slags crossover, thrash punk stil. Bandet startades i Edinburgh av forne volontärsoldaten Walter ”Wattie” Buchan. Bandet skrev 1981 på för Secret Records och släppte i mars sin debut EP Army Life. Senare samma år släpptes albumet Punks Not Dead som influerade många andra band att börja spela käng/streetpunk. Trots många medlemsbyten turnerar The Exploited fortfarande idag in på 2000-talet och har fans världen över. Bandet sägs även ha även grundat en egen genre som kallas Chaos Punk. Grunderna för denna genre är: thrashens snabbhet, kängpunkens D-takt och aggressivitet, street-, och anarkopunkens aggressivt samhällskritiska texter.

## Nuvarande medlemmar
- Wattie Buchan – sång
- Robbie Davidson – gitarr
- Irish Rob – basgitarr
- Wullie Buchan – trummor

## Tidigare medlemmar

### Gitarr
- Hayboy (Steve) (1979–1980)
- “Big” John Duncan (1980–1983)
- Karl “Egghead” Morris (1983–1985)
- Mad Mick (1985)
- Nig(el) (1985–1990)
- Gogs (Gordon Balfour) (1989–1991)
- Fraz (Fraser Rosetti) (1991–1995)
- Arf(Arthur Dalrymple) (1996–1998)

### Basgitarr
- Mark Patrizio (1979–1980)
- Gary MacCormack (1980–1983)
- Billy Dunn (1983–1984, 1996–1997)
- Wayne Tyas (1984–1985, 1986)
- “Deptford” John Armitage (1985–1986)
- Tony (1986–1987)
- Smeeks (Mark Smellie) (1988–1993)
- Jim Gray (1993–1996)
- Dave Peggie (2002–2003)

### Trummor
- Jim Park (1979)
- Dru Stix (Andrew Campbell) (1979–1982)
- Danny Heatley (1982)
- Steve Roberts (1982)
- Tony Martin (1989–1991)
- Reiner (1997)
- Willie Buchan (från och till sedan 1982)

## Diskografi

### Album
- Punk's Not Dead (1981)
- Troops of Tomorrow (1982)
- Let's Start a War eller Let's Start a War... (Said Maggie One Day) (1983)
- Horror Epics (1985)
- Death Before Dishonour (1987)
- The Massacre (1990)
- Beat the Bastards (1996)
- Fuck the System (2003)

### Singlar
- "Army Life" (1980)
- "Exploited Barmy Army" (1980)
- "Dogs of War" (1981)
- "Dead Cities" (1981)
- "Attack/Alternative" (1982)
- "Computers Don't Blunder" (1982)
- "Troops of Tomorrow" (1982)

### Splitskivor
- Don't Let 'Em Grind You Down (m/Anti-Pasti) (1981)
- Britannia Waives The Rules (m/Chron Gen & Infa Riot) (1982)
- Apocalypse Punk Tour 1981 (m/The Anti-Nowhere League, Chron Gen, Anti Pasti & Discharge) (1992)

### Livealbum
- On Stage (1981)
- Live At The Whitehouse (1985)
- Live And Loud (1987)
- Live Lewd Lust (1989)
- Don't Forget The Chaos (1992)
- Live In Japan (1994)

### EP
- Rival Leaders (1983)
- Jesus Is Dead (1986)
- War Now (1988)

### Videografi
- Live At The Palm Cove (1983)
- Sexual Favours (1987)
- The Exploited: 83-87 (1993)
- Live In Japan (1993)
- Alive At Leeds (1995)
- Rock and Roll Outlaws (1995)
- Buenos Aires 93 (1996)
- Beat 'Em All (2004)

### Samlingsalbum
- Totally Exploited (1984)
- Castle Masters Collection (1990)
- Apocalypse '77 (1992)
- Singles Collection (1993)
- Dead Cities (2000)
- Punk Singles & Rarities 1980-83 (2001)
- The Best Of The Exploited - Twenty Five Years Of Anarchy And Chaos (2004)
- Complete Punk Singles Collection (2005)